# Josef Hoffmann
Josef Hoffmann, avstrijsko-moravski arhitekt in oblikovalec, * 15. december 1870, Brtnice, Moravska, † 7. maj 1956, Dunaj, Avstrija.
Hoffman je bil med ustanovitelji dunajske secesije in soustanovitelj Dunajskih delavnic (nemško Wiener Werkstätte). Njegovo najpomembnejše delo je palača Stoclet v Bruslju (1905–1911), pionirsko delo moderne arhitekture, art décoja in vrh arhitekture dunajske secesije.

## Galerija

### 1899–1910
- Bergerhöhe 1 (1899)
- Untere Hauptstraße 4–6 (1900)
- Villa Spitzer (1903)
- House Moser-Moll (1903)
- Protestantska cerkev (1903)
- Hotel Union (1903)
- Sanatorij Purkersdorf (1905)
- Hiša za Beer-Hofmanna (1906)
- Hiša Moll II (1906)
- Kabaret »Fledermaus« (1907)
- Seilerstätte 24 (1908)
- Grobnica za Emila Zuckerkandla (1908)

### 1910–1954
- Steinfeldgasse 2 (1911)
- Palača Stoclet (1911)
- Grobnica za Gustava Mahlerja (1911)
- Grobnica za Paula Wittgensteina (1912)
- Pfarrgasse 15 (1913)
- Kaasgrabengasse 30-32 (1914)
- Kaasgrabengasse 36–38 (1914)
- Suttingergasse 12–14 (1914)
- Suttingergasse 16–18 (1914)
- Villa Primavesi (1915)
- Tschechien (1921)
- Hiša za Sonjo Knips (1924)
- Klose-Hof (1925)
- Winarsky-Hof (1925)
- Spomenik za Otta Wagnerja (1930)
- Laxenburger Straße 94 (1932)
- Veitingergasse 79–85 (1932)
- Avstrijski paviljon za Beneški bienale (1934)
- Arbeitergasse 1-7 / Spengergasse (1939)
- Blechturmgasse 23–27 (1950)
- Silbergasse 2–4 (1952)
- Heiligenstädter Straße 129 (1954)